# Laeiszhof

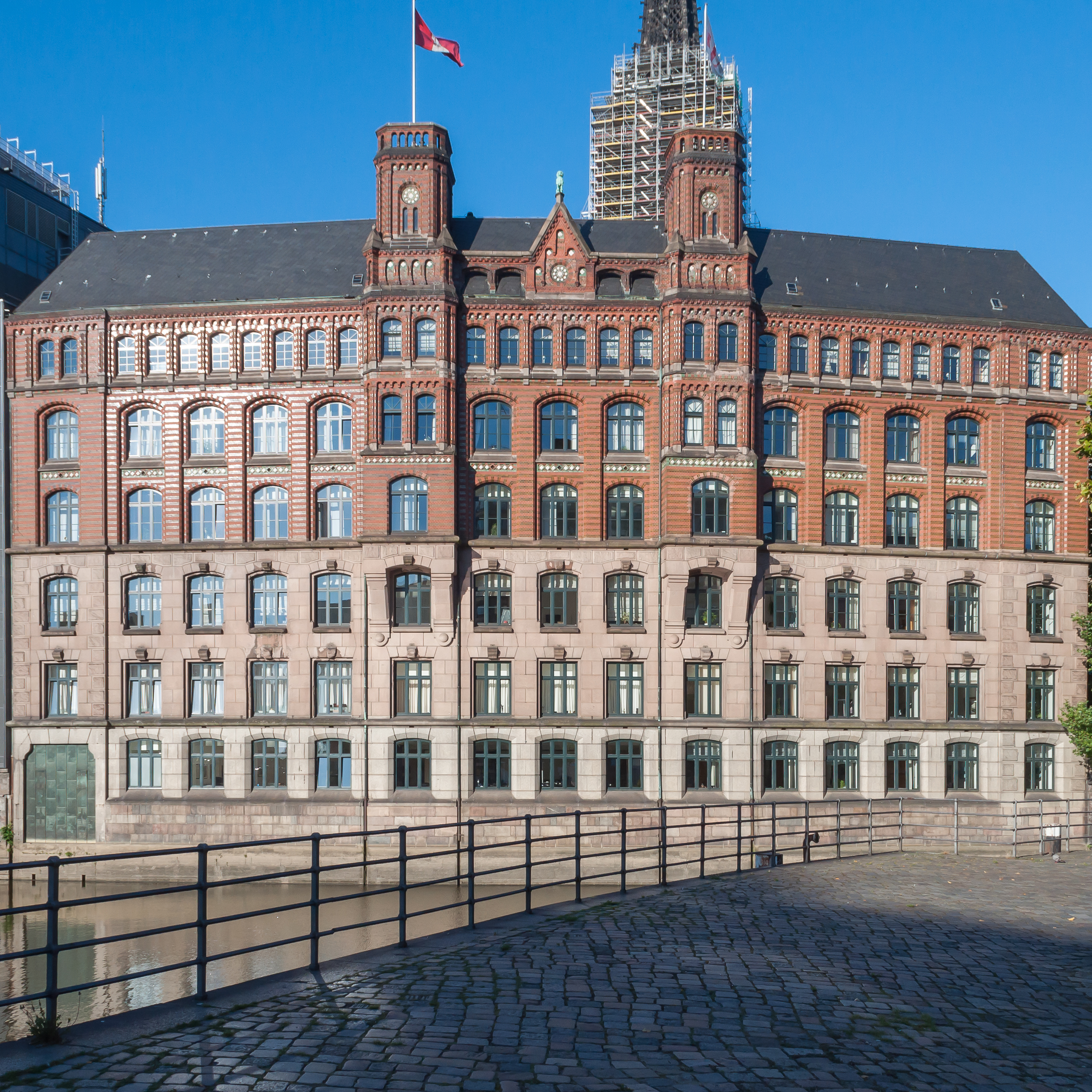
Der Laeiszhof vom Nikolaifleet aus gesehen

Der Laeiszhof ist ein Kontorhaus in Hamburg, gelegen am Nikolaifleet südwestlich der Trostbrücke. Das Gebäude ist als Kulturdenkmal mit der Objekt-ID 12405 ausgewiesen.

## Baugeschichte und Nutzung
Das Gebäude wurde 1897/98 für die Reederei F. Laeisz nach Plänen von Bernhard Hanssen, Wilhelm Emil Meerwein und Martin Haller im Stil der Hannoverschen Architekturschule erbaut. Der umbaute Raum beträgt ca. 34.000 Kubikmeter. Die Baukosten beliefen sich auf 960.000 Reichsmark, das sind 28 Reichsmark pro Kubikmeter umbauter Raum.
Außer der Reederei Laeisz hatten von Beginn an bedeutende Seeversicherer dort ihre Geschäftsräume. Auch heute ist das Haus noch Firmensitz der Reederei F. Laeisz.

## Äußerer Bau
Es handelt sich um ein an den gekrümmten Verlauf des Fleets und der anliegenden Straßen angepasstes, im Wesentlichen dreiflügeliges Gebäude mit glasüberdachtem Innenhof. Im Norden wird es von der Straße Trostbrücke, im Westen von der Straße Neue Burg begrenzt. Zur Willy-Brandt-Straße hin schließt sich ein Neubautrakt an.
Die Fassade des sechsgeschossigen Bauwerks ist horizontal deutlich dreigegliedert:
Das Kellergeschoss mit hellgrauen Quadersteinen aus Granit wird durch ein Gesims nach oben abgeschlossen. Die darüber liegenden zwei Etagen sind ebenfalls mit Granitquadern verblendet, die jedoch einen leicht rotbraunen Farbton haben. Wieder trennt ein Gesims diese Ebene vom oberen Gebäudeteil.
Es folgen zwei Hauptgeschosse und ein Attikageschoss, mit reich gegliedertem Backsteinmauerwerk verblendet. In den Hauptgeschossen ist die Vertikale durch über zwei Etagen reichende Bogenfelder betont, die Horizontale durch Schichtwechsel von glasierten und unglasierten Ziegeln. Das niedrigere Attikageschoss setzt sich durch kleine, dicht beieinander stehende Fenster von den darunter liegenden Stockwerken ab.

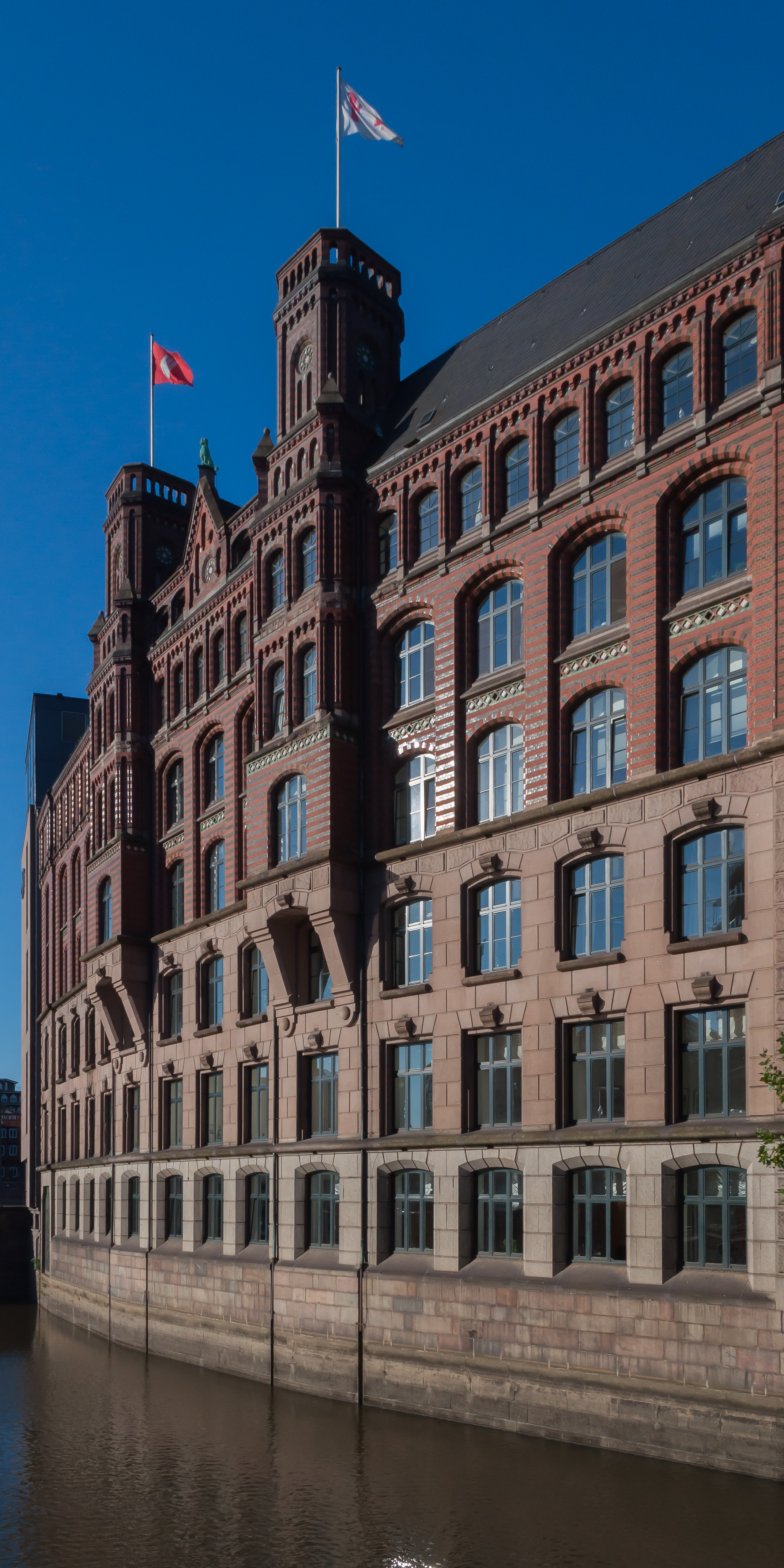
Durch Erker und Türme betonte Mitte
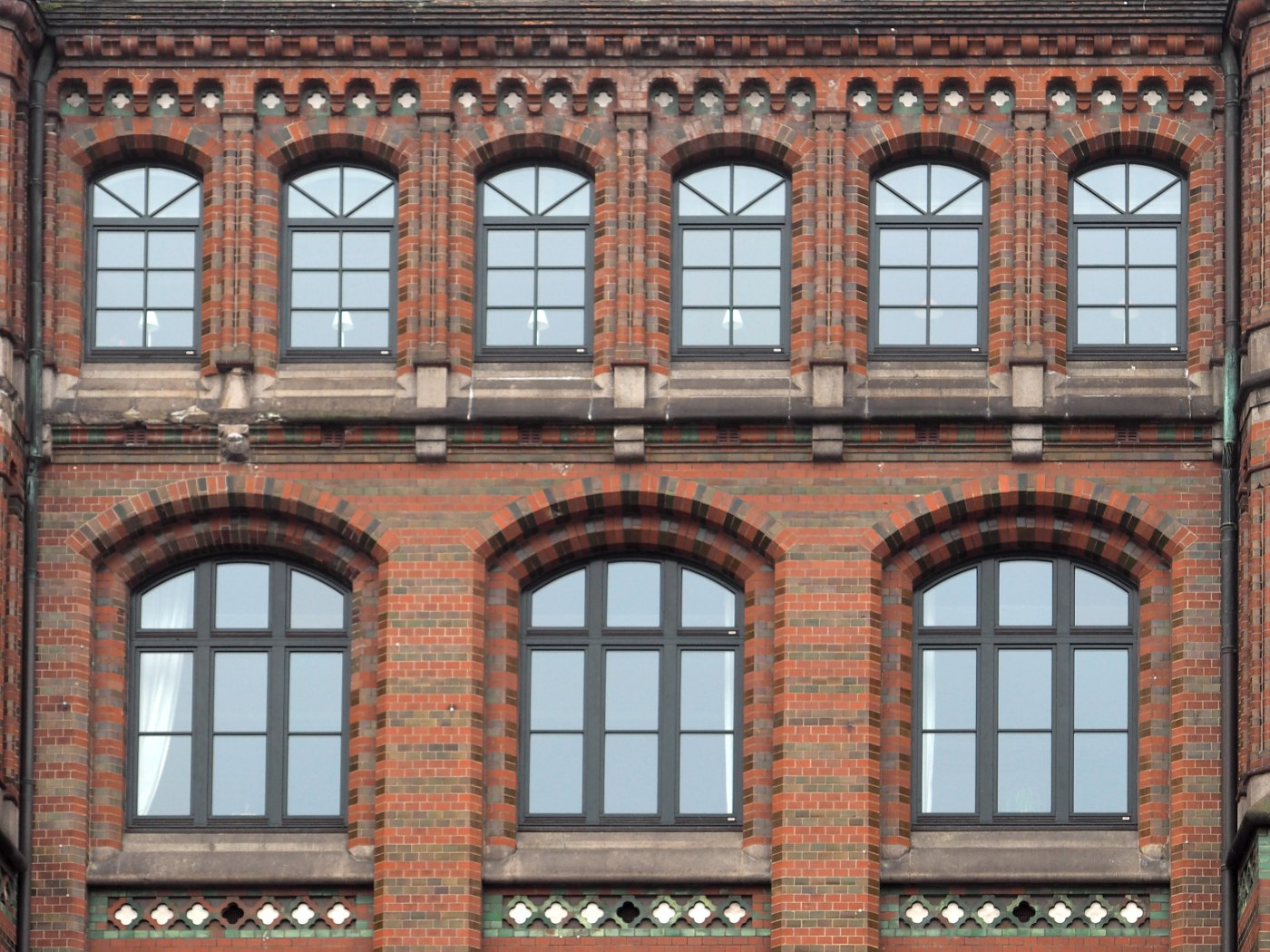
Ziermauerwerk mit Schichtwechsel von glasierten und unglasierten Ziegeln
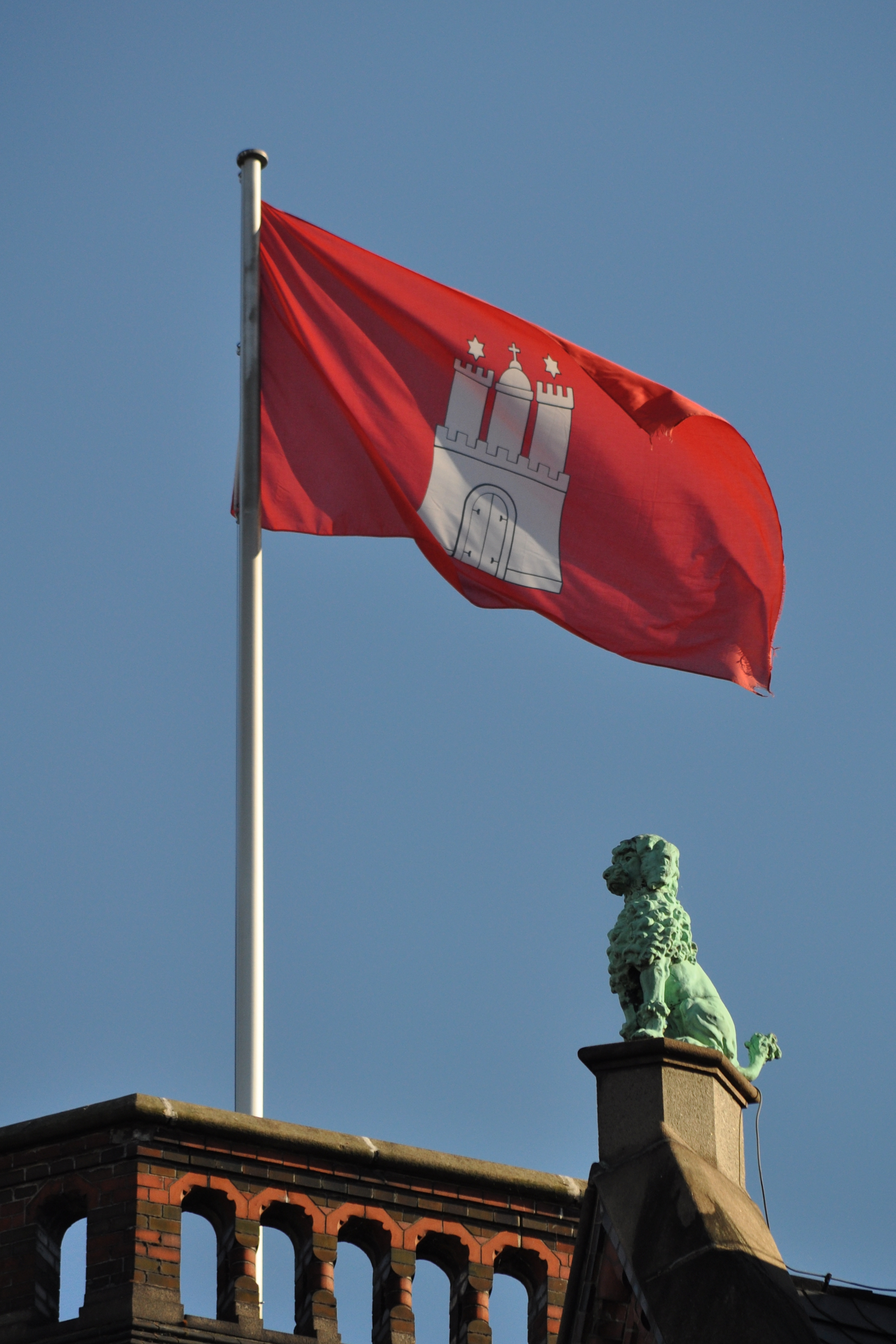
Pudelskulptur auf dem Mittelgiebel

Zum Fleet hin weist das Gebäude 15  Achsen (vertikale Fensterreihen) auf, von denen die mittlere die Symmetrieachse bildet. Vom zweiten Obergeschoss beginnend werden die drei mittleren Achsen von  erkerartigen Vorsprüngen eingefasst, die im Dachbereich zu kleinen quadratischen Türmchen auslaufen. Zwischen den Türmchen ist ein Ziergiebel angeordnet, der die Skulptur eines Pudels trägt. Er erinnert an den Spitznamen der Ehefrau von Carl Laeisz.  Außerdem weist er auf die Schiffe der Flying P-Liner hin, deren Namen sämtlich mit dem Buchstaben P begannen, eine Tradition, die noch heute von der Reederei fortgesetzt wird.
Das Dach erhielt erst 1958 seine heutige schlichte Form, vorher war es durch Zwerchgiebel, Gauben und Vorsprünge vielgestaltig gegliedert.
Die zur Trostbrücke gerichtete schmale Front ist die Eingangsseite des Kontorhauses. Von den fünf Achsen springen die mittleren drei hervor. Ein großer Torbogen in der Mitte bildet den Eingang.
Angeordnet zwischen dem dritten und vierten Obergeschoss stehen vier Statuen. Die von Bildhauer Bruno Kruse geschaffenen Figuren stellen (von links nach rechts) Reichskanzler von Bismarck (in Kürassieruniform mit Mantel), Kaiser Wilhelm I. (in Generalsuniform mit offenem Paletot und Federbuschhelm), Kaiser Wilhelm II. (mit Admiralshut) und Generalfeldmarschall von Moltke (mit Schirmmütze) dar.

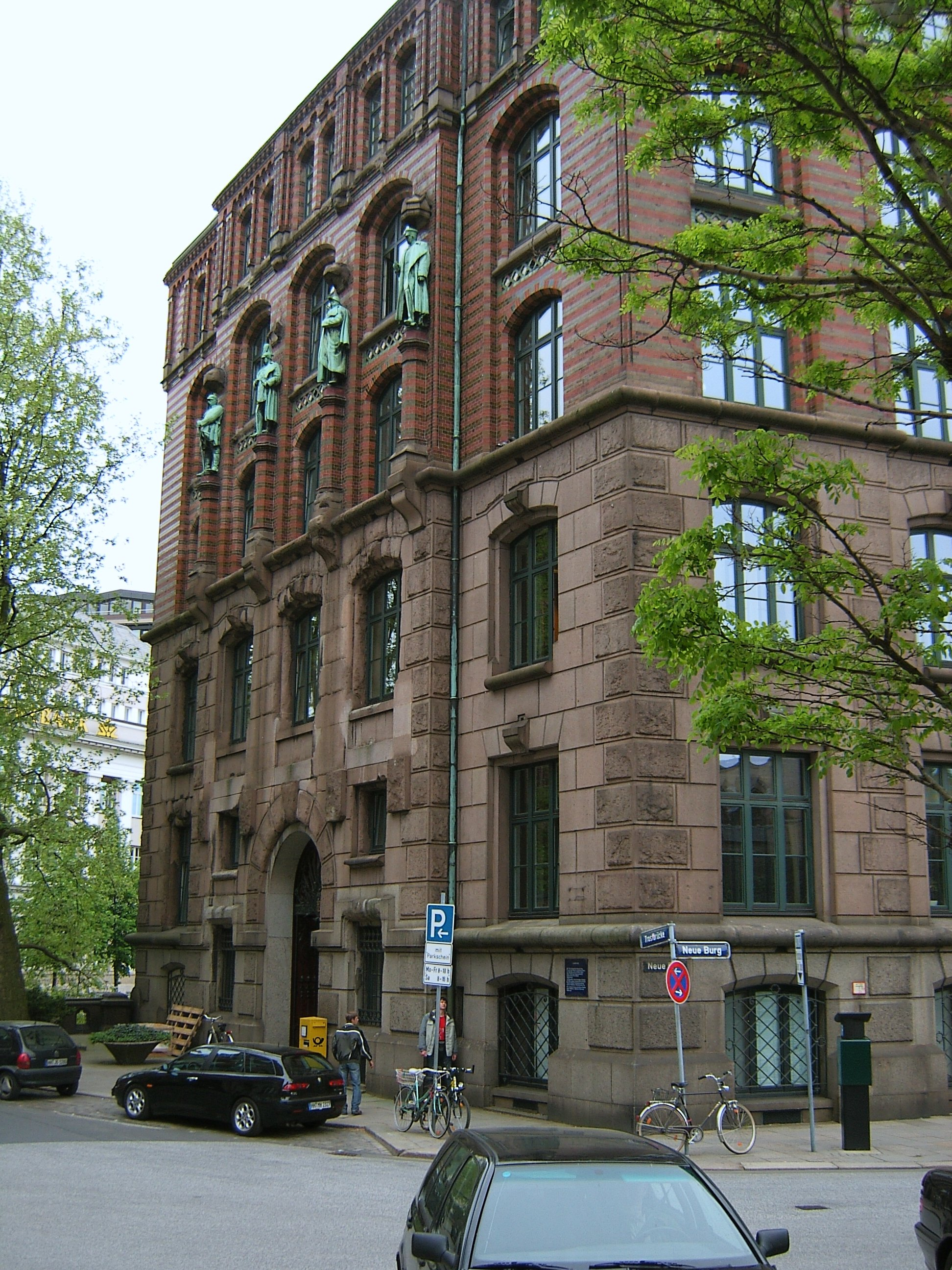
Eingangsfront an der Trostbrücke
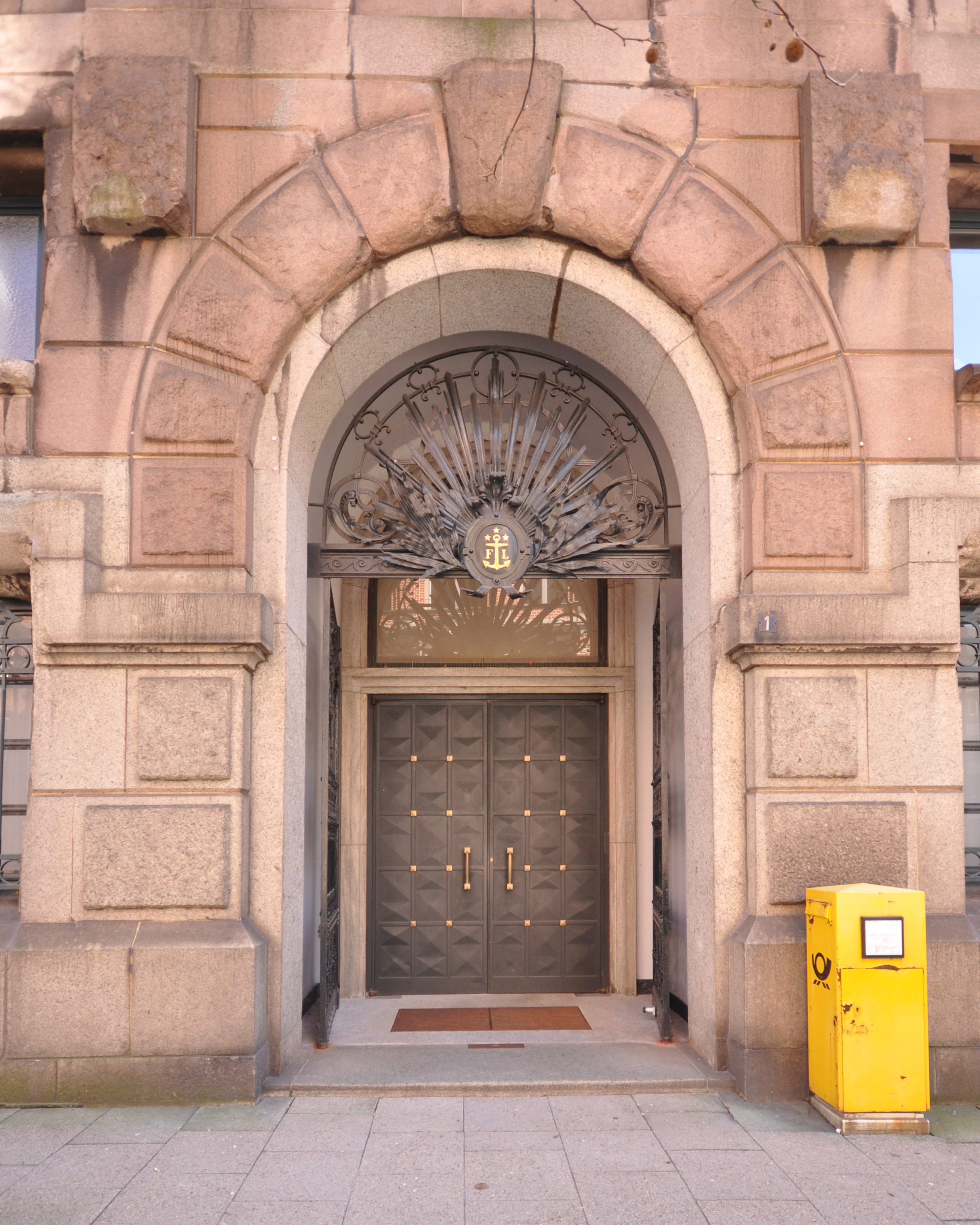
Eingang
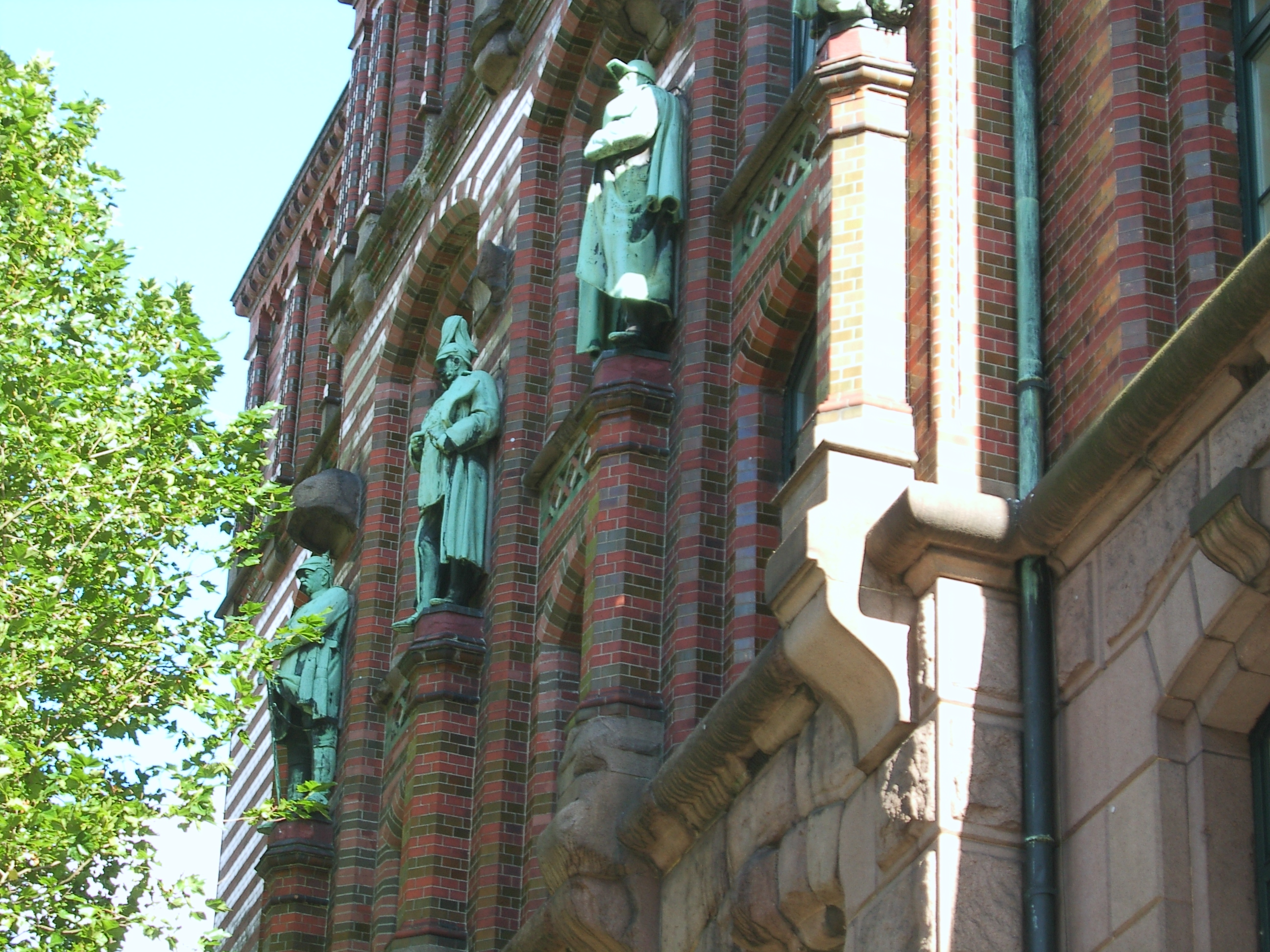
Statuen über dem Eingang

## Inneres
Bemerkenswert ist die repräsentative Eingangshalle. Eine Treppenanlage mit umlaufenden Galerien bildet den Zugang zu den einzelnen Räumen. Ein großes quadratisches Treppenauge lässt viel Licht vom Glasdach einfallen. An den Ecken stützen gusseiserne Säulen die Galerien. Die Geländer sind mit schmiedeeisernen, floralen Ornamenten verziert. Eingearbeitete Anzeigetafeln zeigen das jeweilige Geschoss an. Einer der letzten in Betrieb befindlichen Paternosteraufzüge Hamburgs verbindet zusätzlich die Geschosse.

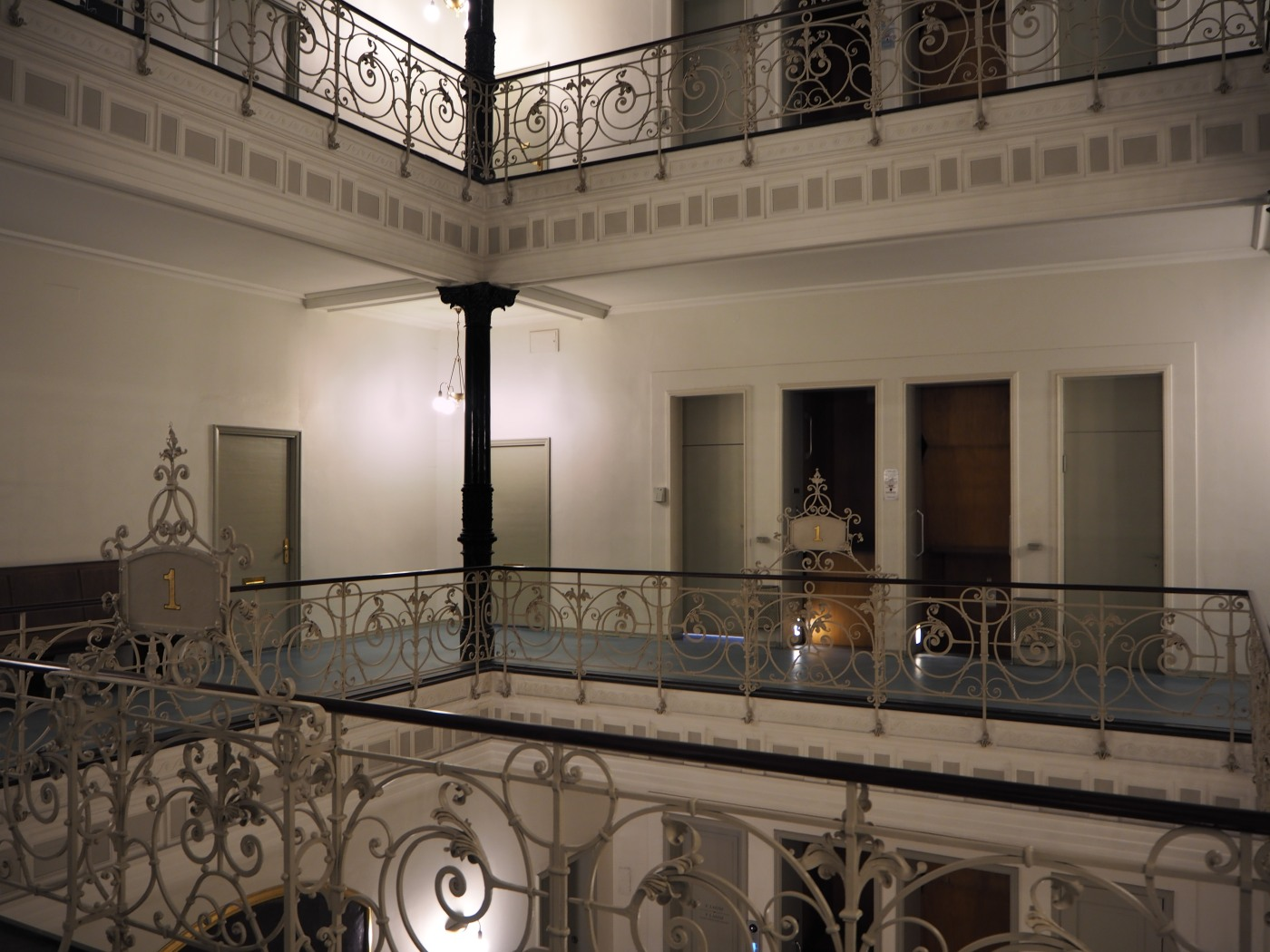
Im Treppenhaus 1. Stock (hinten Paternosteraufzug)
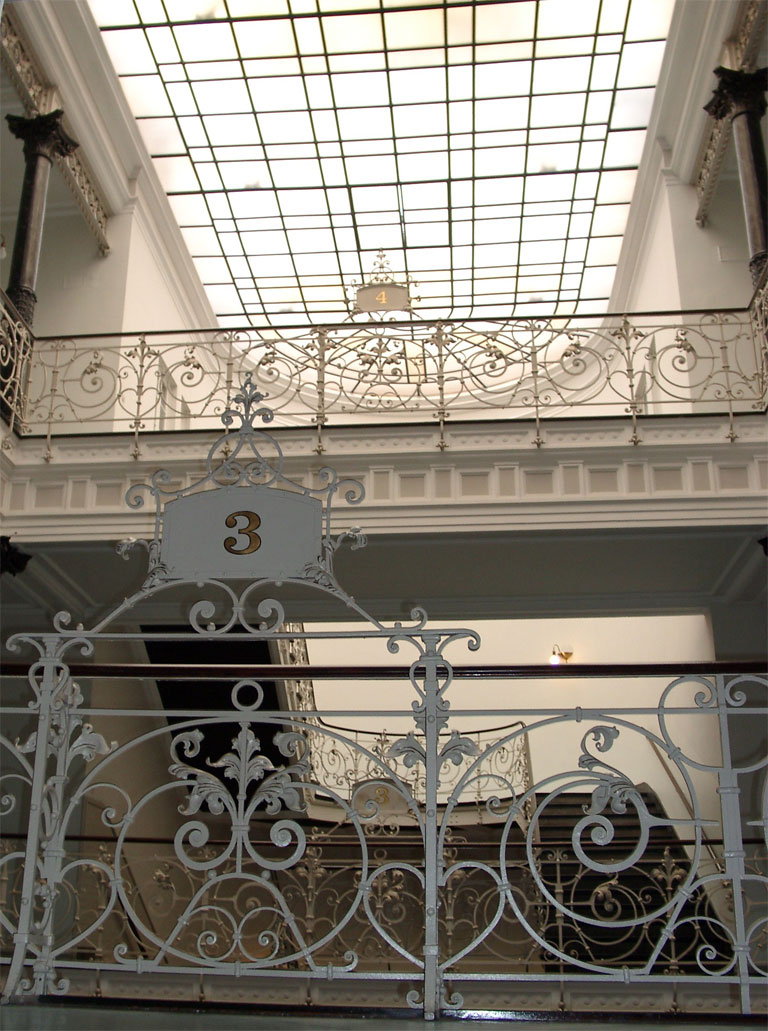
Im Treppenhaus obere Geschosse
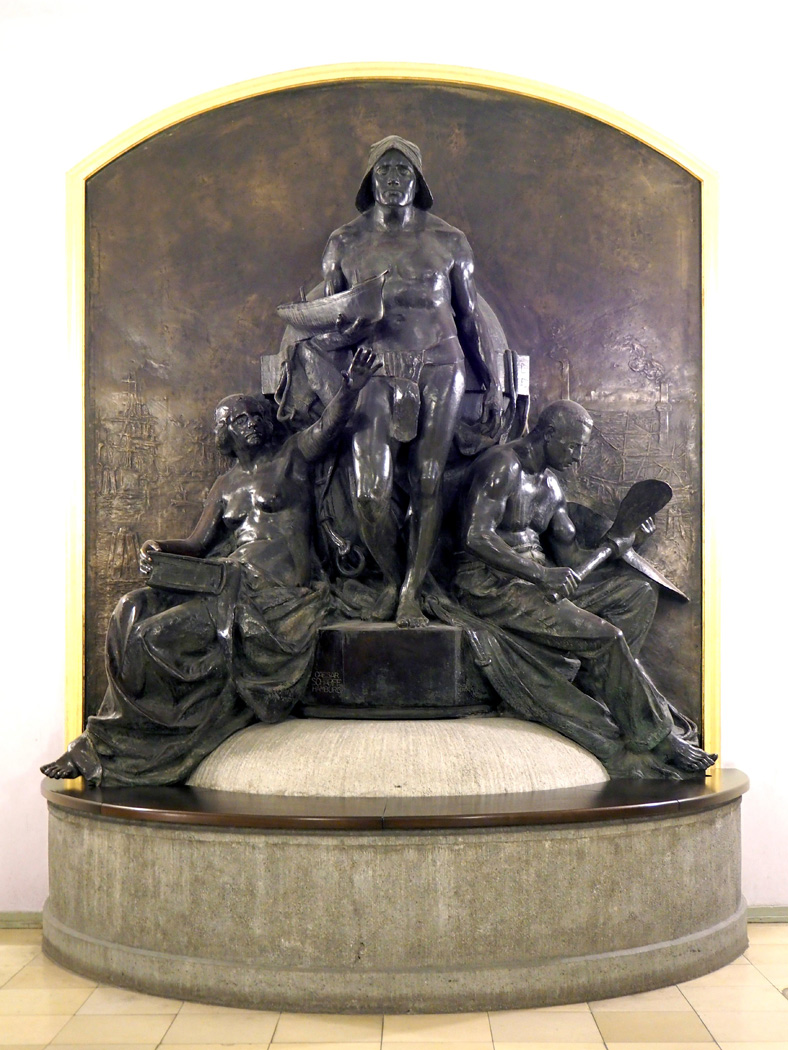
Skulptur von Scharff in der Eingangshalle
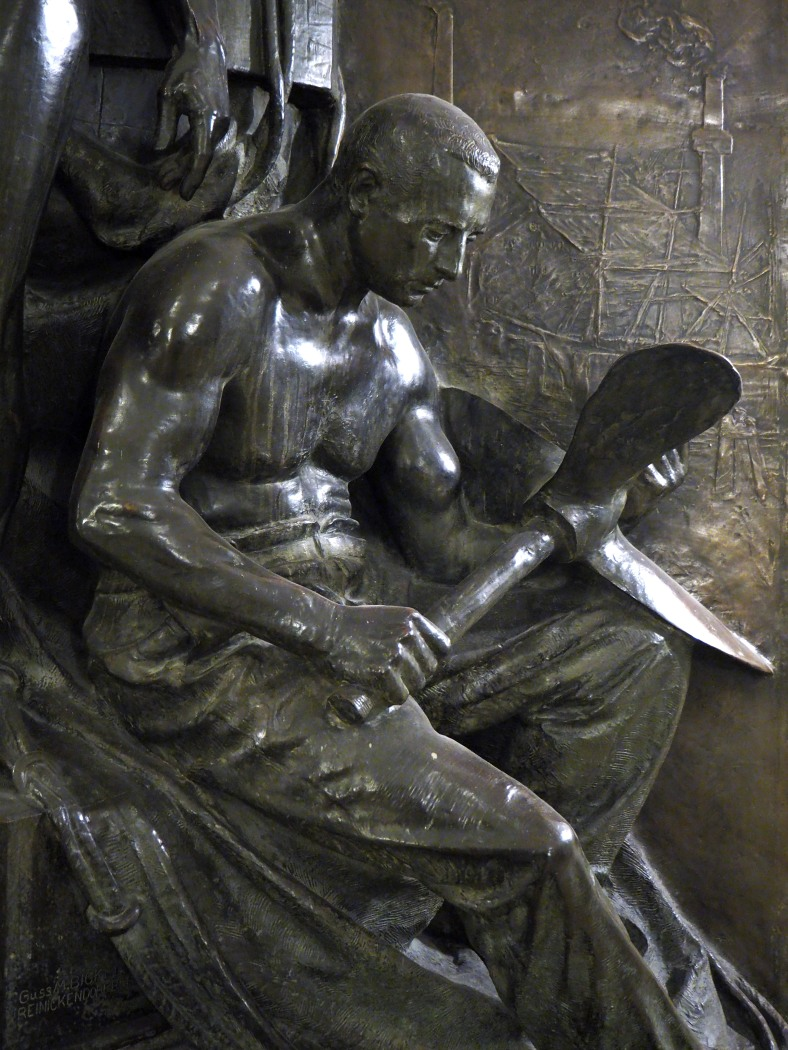
Detail der Skulptur: Werftarbeiter

In der Eingangshalle befindet sich auf der linken Seite eine Bronzeskulptur des Jugendstilkünstlers Caesar Scharff.  Es ist das letzte Werk des Künstlers und wurde 1903 – ein Jahr nach seinem Tod – im Laeiszhof aufgestellt. Ein Werftarbeiter, ein Seemann und eine weibliche Gestalt, die das Versicherungswesen darstellen soll, personifizieren die Bürgertugenden von „Kraft, Fleiß und Fürsorge“, denen sich die Firma Laeisz verpflichtet fühlt.